# Мариямпольский краеведческий музей
Мариямпольский краеведческий музей (лит. Marijampolės kraštotyros muziejus) — музей в городе Мариямполе, Литва.

## История
В 1930 году группой энтузиастов был создан музей «Соджяус», в котором были собраны предметы народного искусства. Первые музейные фонды составляли экспонаты, собранные краеведом Винкасом Шлекисом, а также учителями и учениками. По мере увеличения количества экспонатов в 1938 году музей переехал в здание возле уездного муниципалитета на улице Кястутис. К началу войны в фондах музея было собрано около 1000 экспонатов. В 1948 году музей был реорганизован в Краеведческий музей и в 1950 году переехал в помещение на улице Лайсвес. В то время в музее было три раздела: история, этнография (народное творчество) и природа. В 1964 году музей переехал в помещение на улице Витауто, 29. В 1978 году соседнее здание также было передано музею. Здания были построены в конце XIX века, до середины XX века в них размещался суд. В 2001 году оба здания были включены в Регистр культурных ценностей Литовской Республики (код 25972).
В конце 1991 года здание музея сильно пострадало от пожара. В 1991—2005 гг. проведена реконструкция и переоборудование всего здания музея, восстановлены элементы фасадного декора и внутренней отделки здания. С 1998 года директором музея является Антанас Пилецкас (лит. Antanas Pileckas).

## Коллекции
В музее хранится обширный материал по истории и культуре: множество книг, документов и печатных изданий, монет и банкнот разных периодов, экспонаты изобразительного и прикладного искусства (живопись, скульптура, графика), архивные материалы и фотографии по истории района. В музее можно увидеть археологические находки: наскальные рисунки, кремнёвые и каменные топоры, другие инструменты, предметы, гребешки, связанные с охотой, обработкой меха или дерева. Одним из самых ценных экспонатов является скелет человека, обнаруженный в 1949 году в неолитическом захоронении в торфянике Турлоишке. 
Одной из крупнейших в музее является коллекция этнографии и быта, насчитывающая более 15 800 экспонатов. Большая часть коллекции состоит из разнообразных предметов домашнего обихода, текстиля.
В залах музея представлены следующие экспозиции:
- «Дух нации» (открыт в 2001 году)
- «Город у Шешупе» (открыт в 2008 году)
- «Жизнь и быт в 20 веке» (открыт в 2015 году)

В музее открыта галерея „Saulėratis“, в которой проводятся различные тематические выставки, презентации книг и другие мероприятия. В состав музея входят два филиала: мемориальный музей В. Миколайтиса-Путинаса и Музей партизанского сопротивления советской оккупации и депортации района Таурас (лит. Tauro apygardos partizanų ir tremties muziejus), открытый в 1993 году.
Музей работает ежедневно с 9.00 до 17.00 кроме воскресенья и понедельника.